# اوستاش مارساده
اوستش مرکده (به فرانسوی: Eustache Marcadé) نویسنده و نمایش‌نامه نویس قرن چهاردهم میلادی اهل فرانسه است.